# 小天温泉
小天温泉（おあまおんせん）は、熊本県玉名市天水町小天に位置する温泉である。

## 概要

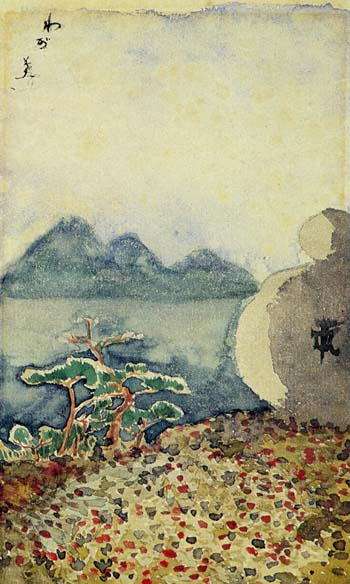
漱石が「わが墓」と題して描いた小天温泉からの前田家墓所の眺め。

夏目漱石の小説『草枕』の舞台「那古井温泉」のモデルとして知られる。1896年（明治29年）から熊本市の第五高等学校（熊本大学の前身）の英語教師として勤めていた漱石は、翌年（明治30年）暮れ、当時熊本市街から最も近い温泉であったこの地で正月にかけて数日間保養した。後に漱石はロンドン留学中、友人に宛てて「日本に帰ったならば、また日本流の旅行をしてみたい。小天行きなどおもひだすよ」と記している。
自由民権運動家で第1回衆議院議員を務めた前田案山子の故郷であり、彼を慕って中江兆民などの思想家・活動家たちが訪れたとされ、また案山子の娘が孫文を支援した宮崎滔天に嫁いだ縁もあって中国人の民主活動家も多く逗留し、日本における中国革命の拠点のひとつだった。
かつては島原湾に接していたが、明治期以降に付近の海岸の干拓が進んだため海岸線から遠くなった。

## 泉質
- 単純弱アルカリ泉

## 温泉施設
明治期には5～6軒の温泉宿があったとされるが、現在ある温泉施設は2軒。
- 那古井館（旧称・田尻温泉）- 明治元年創業。戦後、小説『草枕』にちなんで屋号を那古井に改めた[4]。
- 草枕温泉てんすい - グラウンドゴルフ場、バーベキュー施設、草枕山荘（ロッジ型宿泊施設）などを備えた総合観光施設。

### 前田家別邸
前田案山子の別邸として建築されたもので、温泉宿としての営業も行っていた。明治30年（1897年）に夏目漱石が逗留。記録には残っていないが、漱石はその後も複数回訪れていると言われている。現在は温泉営業は行っていないが、一部を除き一般公開されている。
『草枕』の作中に温泉旅館の主として登場する「志保田家」は前田家がモデルであり、ヒロイン・那美は案山子の娘・卓（つな）が、那美の父親である隠居は案山子がそれぞれモデルである。なお卓の妹・槌は宮崎滔天の妻となった人で、柳原白蓮と駆け落ちして世間を騒がせたことで知られる宮崎龍介の母にあたる。

## その他の施設
- 草枕交流館 - 小説『草枕』の世界観と小天地区の魅力を伝えるための交流施設。
- 花の館
- 市民農園

## アクセス
- JR九州鹿児島本線玉名駅より産交バス伊倉経由河内温泉センター行きに乗車し「小天温泉」下車。
- 熊本桜町バスターミナルより産交バス小天温泉ゆきもしくは天水支所ゆきに乗車し「小天温泉」下車。
- 九州自動車道菊水インターチェンジより18㎞。